# Maskerwimpelvis
De maskerwimpelvis (Zanclus cornutus) is een kleine, baarsachtige zeevis en de enige soort uit het geslacht Zanclus en de familie wimpelvissen (Zanclidae). Hij moet niet verward worden met de wimpelvissen uit het geslacht Heniochus van de familie koraalvlinders.
De vis leeft gewoonlijk in tropische en subtropische riffen en lagunes. De vis is bekend om zijn betekenis als geluksbrenger door de Moren in Afrika. Ze zijn ook geliefd als aquariumvis, maar hun levensduur in gevangenschap is doorgaans kort.

## Uiterlijke kenmerken
Maskerwimpelvissen kunnen een lengte bereiken van 23 centimeter. Met hun gedrongen en schijfvormig lijf vallen de vissen op door de contrasterende banen van zwart, wit en geel waarmee het zulke populaire aquariumvissen zijn. Ze hebben relatief kleine vinnen, behalve de rugvin met 6 of 7 stralen die langgerekt en sikkelvormig is. Ze hebben een kleine bek aan het uiteinde van hun lange, buisvormige snuit en vele lange borstelachtige tanden. De ogen zitten hoog boven op het lijf en als volwassene hebben ze opmerkelijke bulten boven elk oog. De aarsvin heeft twee tot drie stralen. De stralen van de rugvin worden korter naarmate de vis ouder wordt.

## Omgeving en voeding
Over het algemeen leven deze vissen in ondiep water, bij voorkeur boven vlakke riffen. De vissen worden aangetroffen op dieptes tussen de 3 en 180 meter in troebele en heldere omstandigheden. Ze worden aangetroffen van Oost-Afrika, Hawaï, het zuiden van Japan en door heel Micronesië. Ze komen ook voor van het zuiden van de Golf van Californië tot het zuiden van Peru.
Ze voeden zich met sponzen, manteldieren en andere op de bodem levende ongewervelden. In gevangenschap zijn ze lastig te voeren. Ze blijken dan vaak een gevarieerd dieet te prefereren, waaronder kleine porties avocado en banaan.

## Gedrag en voortplanting
Hoewel ze vaak solitair worden aangetroffen, komen ze ook in paren voor en soms in kleine scholen. Ze blijven 's nachts meestal op de rifbodem en passen daar hun kleuren op aan. Een partner kiezen ze voor het leven en de mannetjes kunnen sterk territoriaal gedrag vertonen ten opzichte van elkaar.
Kuit en sperma van de vissen worden in open water uitgescheiden die daarna met de getijden meedrijven. De vissen komen uit hun larvestadium bij een lengte van 7,5 centimeter, wanneer ze al een behoorlijke afstand kunnen hebben afgelegd dankzij de stroming.

## Aquarium
De vissen zijn berucht om hun lastige onderhoud in gevangenschap. Ze hebben grote aquaria nodig, vaak groter dan 750 liter water en eten veel en verwoesten veel binnen de tank. De meeste overleven nog geen jaar, waarvan de overlevenden kort na een jaar sterven. Daarom worden vaak soorten gehouden die lijken op deze vissensoort, zoals vissen uit het geslacht Heniochus van de familie Koraalvlinders (Chaetodontidae).

## Culturele refertie
- In de Pixarfilm Finding Nemo komt een maskerwimpelvis voor, genaamd Gill.
- De vis is gebruikt als icoon voor de fauna van koraalriffen, waardoor de vis prijkt op vele onderwaterthemaproducten, zoals douchegordijnen, dekens, handdoeken en behang.